# Selección femenina de lacrosse de los Estados Unidos
La Selección de lacrosse femenino de los Estados Unidos representa al país en las competiciones de la FIL. Existe desde 1933 y está organizado por la US Lacrosse.
La selección estadounidense es la más fuerte, ha ganado el Campeonato Mundial de Lacrosse Femenino 8 veces y resultó subcampeón en las dos ediciones restantes. Su superioridad se debe a la Women's Professional Lacrosse League, la liga profesional más competitiva del Mundo.

## Historia[1]
En 1935 el equipo realizó la primera gira por el Reino Unido y posteriormente por Australia. Ambos destinos se repitieron durante décadas, las giras duraban poco más de un mes, se enfrentaban a Inglaterra y Australia que eran las potencias.

### Años 1970
En 1973 la selección venció a Inglaterra por primera vez y en 1975 regresó invicta de la gira por suelo británico.
Con la creación de la International Federation of Women's Lacrosse Associations (IFWLA) en 1972, el deporte se internacionalizó, se acrecentó la popularidad en el país y para los años 1980 las estadounidenses se convertirían en la superpotencia indiscutida.

## Entrenadores
- ?–1982: Jackie Pitts
- 1982–1986: Josie Harper
- 1986–2005: Sue Stahl
- 2005–2009: Sue Heether
- 2009–2017: Rick Frield
- 2017–: Jenny Levy

## Plantel
La siguiente fue la convocatoria para los Juegos Mundiales de 2017, se consagraron campeonas.
Entrenadora: Jenny Levy
| N.º            | Jugadora        | Universidad                 | Edad    | Equipo       | Debut |
| -------------- | --------------- | --------------------------- | ------- | ------------ | ----- |
| Guardametas    |                 |                             |         |              |       |
| 31             | Gussie Johns    | Southern California Trojans | ? años  | WPLL Fire    | 2016  |
| Defensoras     |                 |                             |         |              |       |
| 33             | Becca Block     | Syracuse Orange             | ? años  | WPLL Command | 2014  |
| 8              | Kristen Carr    | North Carolina Tar Heels    | ? años  | WPLL Pride   | 2008  |
| 29             | Megan Douty     | Maryland Terrapins          | ? años  | WPLL Command | 2014  |
| 38             | Alice Mercer    | Maryland Terrapins          | ? años  | WPLL Fight   | 2014  |
| Mediocampistas |                 |                             |         |              |       |
| 19             | Sarah Bullard   | Duke Blue Devils            | 36 años | —            | 2008  |
| 32             | Ally Carey      | Vanderbilt Commodores       | ? años  | —            | 2011  |
| 21             | Taylor Cummings | Maryland Terrapins          | 30 años | WPLL Fight   | 2014  |
| 25             | Marie McCool    | North Carolina Tar Heels    | ? años  | WPLL Brave   | 2015  |
| 6              | Laura Zimmerman | North Carolina Tar Heels    | ? años  | WPLL Brave   | 2010  |
| Delanteras     |                 |                             |         |              |       |
| 10             | Alex Aust       | Maryland Terrapins          | ? años  | WPLL Pride   | 2014  |
| 20             | Brooke Griffin  | Maryland Terrapins          | ? años  | WPLL Brave   | 2015  |
| 17             | Alyssa Murray   | Syracuse Orange             | 32 años | —            | 2014  |

## En la Copa del Mundo
La IFWLA creó el Campeonato Mundial de Lacrosse Femenino que se disputaría cada cuatro y luego tres años.

### Años 1980
En Nottingham 1982 el seleccionado se consagró campeón del Mundo, en Filadelfia 1986 perdió la final con Australia y en Perth 1989 ganó su segundo mundial.

### Palmarés
| Selección      | 1982 | 1986 | 1989 | 1993 | 1997 | 2001 | 2005 | 2009 | 2013 | 2017 |
| -------------- | ---- | ---- | ---- | ---- | ---- | ---- | ---- | ---- | ---- | ---- |
| Estados Unidos | 1º   | 2º   | 1º   | 1º   | 1º   | 1º   | 1º   | 2º   | 1º   | 1º   |